# Tolkāppiyam
Tolkāppiyam, también romanizado como Tholkaappiyam (en tamil: தொல்காப்பியம் listenⓘ, lit. "poema antiguo"), es el texto de gramática tamil más antiguo que se conserva y la obra extensa más antigua de literatura tamil.   Es el texto tamil más antiguo que menciona dioses identificados a menudo como deidades hindúes. Mayyon como (Vishnu), Seyyon como (Skanda), Vendhan como (Indra), Varuna como (Varuna) y Kotṟavai como (Devi o Bagavathi) son los dioses mencionados. Los manuscritos supervivientes del Tolkappiyam constan de tres libros (atikaram ), cada uno con nueve capítulos (iyal ), con un total acumulado de 1.610 (483+463+664) sutras en la métrica nūṛpā.   Es un texto completo sobre gramática e incluye sutras sobre ortografía, fonología, etimología, morfología, semántica, prosodia, estructura de oraciones y la importancia del contexto en el lenguaje. 
El Tolkappiyam es difícil de fechar. Algunos en la tradición tamil sitúan el texto en el mítico segundo sangam, de diversas formas en el primer milenio a. C. o antes.  Los estudiosos sitúan el texto mucho más tarde y creen que evolucionó y se expandió durante un período de tiempo. Según Nadarajah Devapoopathy, la capa más antigua del Tolkappiyam probablemente se compuso entre los siglos II y I a. C., y las versiones manuscritas existentes se fijaron aproximadamente en el siglo V d. C.  El texto Tolkappiyam Ur probablemente se basó en alguna literatura desconocida incluso más antigua.  El Tolkappiyam pertenece al segundo período Sangam.
Iravatham Mahadevan fecha el Tolkappiyam no antes del siglo II d. C., ya que menciona que el puḷḷi es una parte integral de la escritura tamil. El puḷḷi (una marca diacrítica para distinguir consonantes puras de consonantes con vocales inherentes) solo prevaleció en los epígrafes tamiles después del siglo II d. C. Según el lingüista S. Agesthialingam, Tolkappiyam contiene muchas interpolaciones posteriores, y el lenguaje muestra muchas desviaciones consistentes con el antiguo tamil tardío (similar a Cilappatikaram), en lugar de los primeros poemas tamiles antiguos de Eṭṭuttokai y Pattuppāṭṭu.
El Tolkappiyam contiene versos aforísticos organizados en tres libros: el Eluttatikaram ("Eluttu" que significa "letra, fonema"), el Sollatikaram ("Sol" que significa "sonido, palabra") y el Porulatikaram ("Porul" que significa "tema", es decir, prosodia, retórica, poética).  El Tolkappiyam incluye ejemplos para explicar sus reglas, y estos ejemplos proporcionan información indirecta sobre la antigua cultura, sociología y geografía lingüística tamil. Se menciona por primera vez por su nombre en el Akapporul de Iraiyanar (un texto de los siglos VII u VIII) como referencia autorizada, y el Tolkappiyam sigue siendo el texto autorizado sobre la gramática tamil.   

## Etimología
La palabra Tolkāppiyam es una palabra compuesta basada en atributos, donde tol significa "antiguo, viejo" y kappiyam significa "libro, texto, poema, kavya"; en conjunto, el título se ha traducido como "libro antiguo", "poema antiguo", o "poema antiguo". La palabra 'kappiyam' proviene del sánscrito Kavya.
Según Kamil Zvelebil, un estudioso de la literatura y la historia tamil, los puristas tamiles tienden a rechazar esta etimología de estilo sánscrito y ofrecen alternativas "curiosas". Uno de ellos lo divide en tres "tol-kappu-iyanratu", que significa "protección antigua [del lenguaje]".  Una etimología alternativa propuesta por algunos puristas es que el nombre de la obra deriva del nombre del autor Tolkāppiyan, pero esta es una suposición controvertida porque no se conocen ni el autor ni los siglos en los que se compuso esta obra maestra. 

## Fecha
La datación del Tolkappiyam es difícil, muy debatida y sigue siendo controvertida e incierta.  Las propuestas oscilan entre el 5320 a. C. y el siglo VIII d. C.
La tradición y algunos eruditos indios favorecen una fecha temprana para su composición, anterior a la era común, y afirman que es obra de una persona asociada con el sabio Agastya. Otros eruditos indios y no indios como Kamil Zvelebil prefieren fecharlo no como una entidad única sino en partes o capas. Según Zvelebil, las versiones manuscritas de Tolkappiyam que han sobrevivido hasta la era moderna se fijaron alrededor del siglo V d. C.  Los estudiosos rechazan las dataciones tradicionales basadas en tres sangams y el mito de las grandes inundaciones porque no hay evidencia verificable a su favor, y la evidencia disponible basada en lingüística, epigrafía, literatura sangam y otros textos indios sugiere una fecha mucho posterior. Los desacuerdos ahora se centran en fechas divergentes entre el siglo III a. C. y el siglo VIII d. C. 
Las dataciones propuestas por los estudiosos contemporáneos se basan en una combinación de evidencia como:
- comparación de la gramática enseñada en Tolkappiyam versus la gramática que se encuentra en las inscripciones tamil-brahmi y tamil antiguo más antiguas conocidas. [7] [21]
- comparación de la gramática enseñada en Tolkappiyam con la gramática que se encuentra en los textos tamiles más antiguos conocidos (era Sangam); [21] [28]esta evidencia cubre elementos tales como formas fonémicas, palatales y la evolución en el uso de compuestos [29]
- comparación de la gramática enseñada en Tolkappiyam con la gramática enseñada y encontrada en los textos sánscritos más antiguos conocidos; [30]esto incluye el rastreo de versos y frases que se encuentran en el Tolkappiyam que toman prestados, traducen o parafrasean estrechamente versos y frases que se encuentran en las obras de eruditos sánscritos antiguos e influyentes como Panini, Patanjali, Manu, Kautilya, Bharata y Vatsyayana. [21]
- comparación de las reglas de poesía y prosa enseñadas en Tolkappiyam versus la poesía y prosa tamil temprana real [31]
- Palabras prestadas en prákrito y sánscrito (vadacol), [32]e inconsistencias entre los sutras del Tolkappiyam [21]

### Fechas propuestas
- En su libro publicado en 1925, TR Sesha Iyengar, un estudioso de la literatura y la historia dravidianas, afirma que el Tolkappiyam, al explicar la gramática, utiliza términos para diversas formas de matrimonio en el capítulo Kalaviyal. En otros lugares menciona términos relacionados con la casta. Tales ideas sobre diferentes bodas y castas, afirma Iyengar, deben ser influencia de las ideologías sánscrita e indo-aria. No está de acuerdo con los eruditos europeos que se niegan a "conceder una gran antigüedad a la civilización dravídica" y, como compromiso, sugiere que el Tolkappiyam fue compuesto "antes de la era cristiana".[33]
- En la India posterior a la independencia, el erudito tamil Gift Siromoney afirma que el Tolkappiyam debe fecharse según la cronología de las inscripciones basadas en el sistema TALBI-P, que es difícil de fechar. Sugiere que esto podría ser alrededor de la época de Ashoka, o siglos después.[34]
- Iravatham Mahadevan fecha el Tolkappiyam no antes del siglo II d. C., ya que menciona que el puḷḷi es una parte integral de la escritura tamil. El puḷḷi, una marca diacrítica para distinguir consonantes puras de consonantes con vocales inherentes, solo prevaleció en los epígrafes tamiles después del siglo II d. C.[35]
- VS Rajam, lingüista especializada en tamil antiguo, en su libro A Reference Grammar of Classical Tamil Poetry lo fecha antes del siglo V d. C.[36]
- Vaiyapuri Pillai, el autor del léxico tamil, fechó a Tolkappiyam no antes del siglo V o VI[21][37]
- Kamil V. Zvelebil data la capa más antigua, el texto Ur central del Tolkappiyam, en el 150 a. C. o más tarde. [38] En su reseña de 1974, Zvelebil sitúa los libros 1 y 2 del Tolkappiyam en el período del 100 a. C. al 250 d. C.[39] Resto de secciones y sutras del texto de siglos comprendidos entre el siglo III y V d. C. Los manuscritos existentes de Tolkappiyam se basan en la "redacción final" del siglo V, afirma Zvelebil.[40]
- Takanobu Takahashi, un indólogo japonés, afirma que el Tolkappiyam tiene varias capas; la más antigua data del siglo I o II d. C., y la redacción más nueva y final data del siglo V o VI d. C.
- AC Burnell, un indólogo del siglo XIX que contribuyó al estudio de las lenguas dravídicas, opinaba que el Tolkappiyam no podía fecharse "mucho después del siglo VIII".[41]
- Herman Tieken, un erudito holandés, afirma que el Tolkappiyam data como mínimo del siglo IX d. C. Llega a esta conclusión tratando el Tolkappiyam y las antologías de la literatura Sangam como parte de un proyecto pandyano del siglo IX para elevar el prestigio del tamil como lengua clásica igual al sánscrito, y asignando nuevas fechas a las fechas tradicionalmente aceptadas para una vasta sección de literatura divergente (literatura Sangam, literatura post-Sangam y literatura Bhakti como Tevaram).[27] Sin embargo, el trabajo de Hermen Tieken ha sido criticado por motivos fundamentales, metodológicos y de otro tipo por parte de GE Ferro-Luzzi, George Hart y Anne Monius.[42][43][44]

## Autor
No existe evidencia firme para asignar la autoría de este tratado a ningún autor en particular. Algunos creen tradicionalmente que Tholkapiyam fue escrito por un solo autor llamado Tolkappiyar, un discípulo del sabio védico Agastya mencionado en el Rigveda (1500-1200 a. C.). Según la leyenda tradicional, la gramática original se llamaba Agathiam, escrita por el sabio Agastya, pero desapareció después de un gran diluvio. A su alumno Tolkappiyar se le pidió que compilara la gramática tamil, que es Tolkappiyam. En fuentes históricas tamiles, como el influyente comentario del siglo XIV sobre Tolkappiyam de Naccinarkkiniyar, se afirma que el autor es Tiranatumakkini (nombre alternativo de Tolkappiyam), hijo de un rishi brahmán llamado Camatakkini.  Las primeras menciones de leyendas Akattiyam relacionadas con Agastya se encuentran en textos que datan aproximadamente del siglo VIII o IX.
Según Kamil Zvelebil, los primeros sutras del Tolkappiyam fueron compuestos por autores que vivieron antes de la "mayoría de la literatura Sangam existente", que conocían claramente a Pāṇini y siguieron las obras de Patanjali sobre gramática sánscrita porque algunos versos de Tolkappiyam, como T -Col 419 y T-Elutt 83 – parecen ser traducciones prestadas y exactas de versos del Mahābhāṣya de Patanjali e ideas acreditadas a Panini más antiguo. Además, el autor vivió después de Patanjali, porque varias secciones de Tolkappiyam muestran las mismas ideas para estructurar gramaticalmente una lengua y utiliza palabras indoeuropeas prestadas que se encuentran en las obras de Panini y Patanjali para explicar sus ideas.  Según Hartmut Scharfe y otros eruditos, las secciones fonética y fonémica del Tolkappiyam muestran una influencia considerable de los Pratishakhyas védicos, mientras que sus reglas para compuestos nominales siguen las del Mahābhāṣya de Patanjali, aunque también hay evidencia de innovaciones. Los autores tenían acceso y experiencia en las antiguas obras sánscritas sobre gramática y lenguaje. 
Según Zvelebil, otra tradición tamil cree que la capa más antigua de su autor (Tolkappiyan) puede haber sido un erudito jaina, que conocía el aintiram (sistema gramatical prepaniniano) y vivía en el sur de Kerala, pero "no sabemos de cualquier dato definitivo relativo al autor o autores originales". Esta creencia tradicional, según Vaiyapuri Pillai, está respaldada por algunas palabras jaina prakrit como patimaiyon que se encuentran en el Tolkappiyam. 

## Contenido
El Tolkappiyam trata sobre ilakkanam (gramática) en tres libros (atikaram ), cada uno con nueve capítulos (iyal) de diferentes tamaños. El texto tiene un total acumulado de 1.610 (Eluttatikaram 483 + Sollatikaram 463 + Porulatikaram 664) sutras en la métrica nūṛpā, aunque algunas versiones de sus manuscritos supervivientes tienen algunos menos.   El formato de los sutras proporciona un resumen resumido de las reglas, que no es fácil de leer ni de comprender; Los comentarios son necesarios para la interpretación y comprensión adecuadas de Tolkappiyam.
Libro 1
Eluttatikaram
"Eluttu" significa "sonido, letra, fonema", y este libro del Tolkappiyam cubre los sonidos del idioma tamil y cómo se producen (fonología).  Incluye punarcci (literalmente "unión, cópula") que es una combinación de sonidos, ortografía, grafemia y fonética con sonidos tal como se producen y escuchan.  El inventario fonémico que incluye consta de 5 vocales largas, 5 vocales cortas y 17 consonantes. Las descripciones articulatorias en Tolkappiyam son incompletas, lo que indica una protolengua. Por ejemplo, no distingue entre consonantes retroflejas y no retroflejas, afirma Thomas Lehmann. Las secciones fonética y fonémica del primer libro muestran la influencia de los Pratisakhyas védicos, afirma Hartmut Scharfe, pero con algunas diferencias. Por ejemplo, a diferencia de los Pratisakhyas y el tamil posterior, el primer libro de Tolkappiyam no trata /ṭ/ y /ṇ/ como retroflejos. 
Libro 2
Sollatikaram
"Sol" significa "palabra", y el segundo libro trata de "etimología, morfología, semántica y sintaxis", afirma Zvelebil.  Los sutras cubren compuestos, algunas cuestiones semánticas y léxicas. También menciona las doce regiones dialécticas de los pueblos de habla tamil, lo que sugiere que los autores tenían un agudo sentido de observación e inclusión de la geografía lingüística del antiguo tamil.  Según Peter Scharf, los sutras aquí están inspirados en el trabajo sobre gramática sánscrita de Panini, pero utiliza terminología tamil y añade innovaciones técnicas. Las formas verbales y la clasificación de compuestos nominales en el segundo libro muestran la influencia del Mahabhasya de Patanjali. 
Libro 3
Porulatikaram
"Porul" significa "tema", y este libro trata de la prosodia (yappu) y la retórica (ani) del antiguo tamil.  Es aquí donde el libro cubre los dos géneros que se encuentran en la literatura tamil clásica: akam (amor, erótica, mundo interior) y puram (guerra, sociedad, mundo exterior). El akam se subdivide en kalavu (amor prematrimonial) y karpu (amor conyugal).  Se ocupa también de la dramaturgia, el símil, la prosodia y la tradición. Según Zvelebil, este arreglo sugiere que todo el Tolkappiyam probablemente era una guía para los poetas bárdicos, mientras que los dos primeros libros conducían al tercero sobre cómo componer sus canciones.  La vinculación de la literatura (ilakkiyam) del tercer libro con las reglas gramaticales del primer y segundo libro (ilakkanam) creó una relación simbiótica entre los dos. La teoría literaria de Tolkappiyam, según Peter Scharf, toma prestados textos de teoría literaria sánscrita.
Los estudios epigráficos, como los de Mahadevan, muestran que las antiguas inscripciones tamil-brahmi encontradas en el sur de la India y fechadas entre el siglo III a. C. y el siglo IV d. C. tenían tres formas gramaticales diferentes. Sólo uno de ellos se supone en el Tolkappiyam. El lenguaje de la literatura Sangam es el mismo que el descrito en Tolkappiyam, excepto en algunos aspectos menores.

### Comentarios
El Tolkappiyam es una colección de versos aforísticos en la métrica nūṛpā.  Es ininteligible sin comentario. Los eruditos tamiles han escrito comentarios al respecto a lo largo de los siglos:
| Autor            | Fecha             | Notas                            |
| ---------------- | ----------------- | -------------------------------- |
| Ilampuranar      | Siglo X al XII    | Completo: todos los versos       |
| Cenavaraiyar     | Siglo XIII o XIV  | Parcial: libro 2                 |
| Peraciriyar      | Siglo 13          | Parcial: 1º y 2º libro           |
| Naccinarkkiniyar | Siglo 14          | Parcial: 1º, 2º y parte 3º libro |
| Tayvaccilaiyar   | Siglo 16          | Parcial: libro 2                 |
| Kallatanar       | Siglos XV al XVII | Parcial: libro 2                 |

El comentario de Ilampuranar, que data del siglo XI o XII d. C., es el más completo y probablemente el mejor, afirma Zvelebil.  El comentario de Senavaraiyar trata únicamente del segundo libro Sollathikaram.  El comentario de Perasiriyar, que está muy en deuda con el Nannūl, cita con frecuencia el Dandiyalankaram y el Yapparunkalam, siendo el primero una retórica medieval estándar y el segundo un tratado detallado sobre la prosodia tamil. El comentario de Naccinarkiniyar, que es un estudioso tanto del tamil como del sánscrito, cita las obras de Parimelalakar. 

## Recepción
Hay dos versos que apoyan la perspectiva religiosa de Tholkappiar. Algunos hicieron observaciones controvertidas y no confirmadas en los poemas de Sangam de que se hace relativamente escasa referencia a la religión en general. En las canciones akam, Tholkappiar ha hecho referencia a deidades en las diferentes divisiones de tierras: Thirumal para Mullai, Murugan para Kurinji, Vendhan para Maarutham, Kadalon para Neithal y Kotravai para Paalai.
Alexander Dubyanskiy, veterano estudioso tamil de la Universidad Estatal de Moscú, afirmó: "Estoy seguro de que Tolkappiyam es una obra que exigió no sólo un vasto conocimiento y mucho pensamiento, sino también una considerable habilidad creativa por parte de su compositor". Dubyanskiy también afirmó que la autoridad del texto era innegable: "Es un monumento literario y cultural de gran importancia".
- Gramática tamil
- P. S. Subrahmanya Sastri, quien fue el primero en traducir Tolkāppiyam al inglés.